# Fußball-Bezirksklasse Mittelbaden 1939/40
Die Fußball-Bezirksklasse Mittelbaden 1939/40 (ab Mai 1940 1. Klasse Mittelbaden) war die siebente Spielzeit der Fußball-Bezirksklasse Mittelbaden im Sportgau Baden. Sie diente als eine von zwei (die Bezirksklasse Oberbaden wurde nicht mehr ausgetragen) zweitklassigen Bezirksklassen dem Unterbau der Gauliga Baden.
Mit Beginn des Zweiten Weltkriegs ruhte zunächst der Spielbetrieb. Stattdessen wurden zunächst regionale Stadtmeisterschaften ausgetragen. Die Bezirksklassen wurden nach regionalen Gesichtspunkten neu eingeteilt, in Mittelbaden gab es daher ab dieser Spielzeit erstmals vier Staffeln, welche jeweils im Rundenturnier mit Hin-und-Rückspiel ausgespielt wurden. Die Saison startete schlussendlich am 3. Dezember 1939, die letzten überlieferten Spiele kamen am 5. Mai 1940 zur Austragung. Eine Austragung einer etwaigen Aufstiegsrunde zur Gauliga Baden fand in dieser Spielzeit nicht statt. Gegebenenfalls wurde der Spielbetrieb in einigen Staffeln auf Grund von Terminnot sogar abgebrochen. Die Nummerierungen der Staffeln erfolgten gauweit weiterhin chronologisch, Staffel I bis III waren Unterbaden, IV bis VII Mittelbaden.

## Staffel IV
Es sind nur wenige Ergebnisse aus der Staffel IV überliefert. Folgende Mannschaften nahmen am Spielbetrieb teil (Sortierung chronologisch):
- FC Germania Brötzingen
- SpVgg Dillweißenstein
- 1. FC Eutingen
- FV 09 Niefern
- BSC Pforzheim
- SC Pforzheim
- VfR Pforzheim
- FC Unterreichenbach
- FC Würm

## Staffel V
| Pl.                                                         | Verein                    | Sp. | S  | U | N  | Tore    | Quote | Punkte |
| ----------------------------------------------------------- | ------------------------- | --- | -- | - | -- | ------- | ----- | ------ |
| 1.                                                          | FV Neureut                | 13  | 10 | 2 | 1  | 052:140 | 3,71  | 22:40  |
| 2.                                                          | FV Daxlanden              | 13  | 10 | 1 | 2  | 033:180 | 1,83  | 21:50  |
| 3.                                                          | FC Südstern Karlsruhe (N) | 13  | 7  | 2 | 4  | 042:250 | 1,68  | 16:10  |
| 4.                                                          | FV Beiertheim             | 13  | 5  | 4 | 4  | 025:240 | 1,04  | 14:12  |
| 5.                                                          | FC Ettlingen              | 12  | 5  | 1 | 6  | 021:300 | 0,70  | 11:13  |
| 6.                                                          | FG Rüppurr                | 14  | 4  | 2 | 8  | 027:380 | 0,71  | 10:18  |
| 7.                                                          | VfB 05 Knielingen         | 14  | 3  | 3 | 8  | 026:440 | 0,59  | 09:19  |
| 8.                                                          | FC Frankonia Karlsruhe    | 14  | 1  | 1 | 12 | 018:510 | 0,35  | 03:25  |
| Quelle: Badische Presse Nr. 108/1940, Stand: 29. April 1940 |                           |     |    |   |    |         |       |        |

| (N) | Aufsteiger aus den Kreisklassen |

## Staffel VI

### Kreuztabelle
Die Kreuztabelle stellt die Ergebnisse aller überlieferten Spiele dieser Saison dar. Die Heimmannschaft ist in der linken Spalte, die Gastmannschaft in der oberen Zeile aufgelistet.
| 1939/40           | FC Germania Durlach | WEI | AUE | BLO  | GRÖ    | SÖL |
| ----------------- | ------------------- | --- | --- | ---- | ------ | --- |
| Germania Durlach  |                     | 2:2 | 3:0 | 9:3  | 1:1    | 7:1 |
| FVgg Weingarten   | 0:0                 |     | 2:3 | 8:2  | 1:1    | 5:1 |
| SpVgg Durlach-Aue | 1:1                 | 3:0 |     | 4:1  | 6:2    | 2:3 |
| FV Blankenloch    | 6:4                 | 2:3 | 5:2 |      | 5:1    | 4:1 |
| VfB Grötzingen    | 0:4                 | 1:4 | 1:0 | 3:2  |        | 3:0 |
| SpVgg Söllingen   | 4:3                 | 4:2 | 0:0 | 0:0+ | 0:0+ a |     |

### Abschlusstabelle
| Pl. | Verein            | Sp. | S | U | N | Tore    | Quote | Punkte |
| --- | ----------------- | --- | - | - | - | ------- | ----- | ------ |
| 1.  | Germania Durlach  | 10  | 4 | 4 | 2 | 034:180 | 1,89  | 12:80  |
| 2.  | FVgg Weingarten   | 10  | 4 | 3 | 3 | 027:190 | 1,42  | 11:90  |
| 3.  | SpVgg Durlach-Aue | 10  | 4 | 2 | 4 | 021:180 | 1,17  | 10:10  |
| 4.  | FV Blankenloch    | 10  | 5 | 0 | 5 | 030:350 | 0,86  | 10:10  |
| 5.  | VfB Grötzingen    | 10  | 4 | 2 | 4 | 013:230 | 0,57  | 10:10  |
| 6.  | SpVgg Söllingen   | 10  | 3 | 1 | 6 | 014:260 | 0,54  | 07:13  |

## Staffel VII
Es sind nur wenige Ergebnisse aus der Staffel VII (auch als Sportbezirk 6 bekannt) überliefert. Folgende Mannschaften nahmen am Spielbetrieb teil (Sortierung chronologisch):
- SpVgg Baden-Baden
- VfB Baden-Baden
- VFB Gaggenau
- FV Kuppenheim
- FC Lichtenau
- FV Ooß
- FV Ottenau